# Kulturno-povijesni muzej u Dubrovniku
Kulturno-povijesni muzej najveći je muzej u Dubrovniku, smješten u samom Kneževom dvoru. 
U njemu se nalaze zbirke namještaja, ikona, kovina, slikarstva, keramike, tekstila, stakla, fotografija i fotomaterijala i raznoga. U muzeju je atrij s velikim stubištem. Iznad njega su vrata s natpisom "Obliti privatorum - publica curate" (zaboravite osobne stvari - brinite se o javnim). Kroz ta se vrata ulazilo se u dvoranu Velikog vijeća (srušena 1863.). Druga vrata vode u sobe Dvora i knežev stan koji se je sastojao od radne sobe, središnjeg prostora i spavaće sobe. Do kneževa stana jest dvorska kapelica. 
Kad je knez priređivao audijencije za inozemne veleposlanike, zdura (počasna straža) stajala je u predsoblju koje se nalazi ispred dvorana. Danas su ove prostorije namještene slikama, starim predmetima i stilskim pokućstvom.
Na istočnom krilu kata nalazio se stan čuvara zatvora. Stan je bio gledao ka moru. U istom se je krilu nalazila dvorana Senata. 
Muzej danas čuva sve sačuvano kulturno-povijesno blago iz doba Dubrovačke Republike.

## Vanjske poveznice
- Kulturno-povijesni muzej u Dubrovniku Hrvatska tehnička enciklopedija, portal hrvatske tehničke baštine. LZMK